# Eriopyga obscurus
Eriopyga obscurus är en fjärilsart som beskrevs av Paul Dognin 1889. Eriopyga obscurus ingår i släktet Eriopyga och familjen nattflyn. Inga underarter finns listade i Catalogue of Life.